# Santa Maria de Montserrat

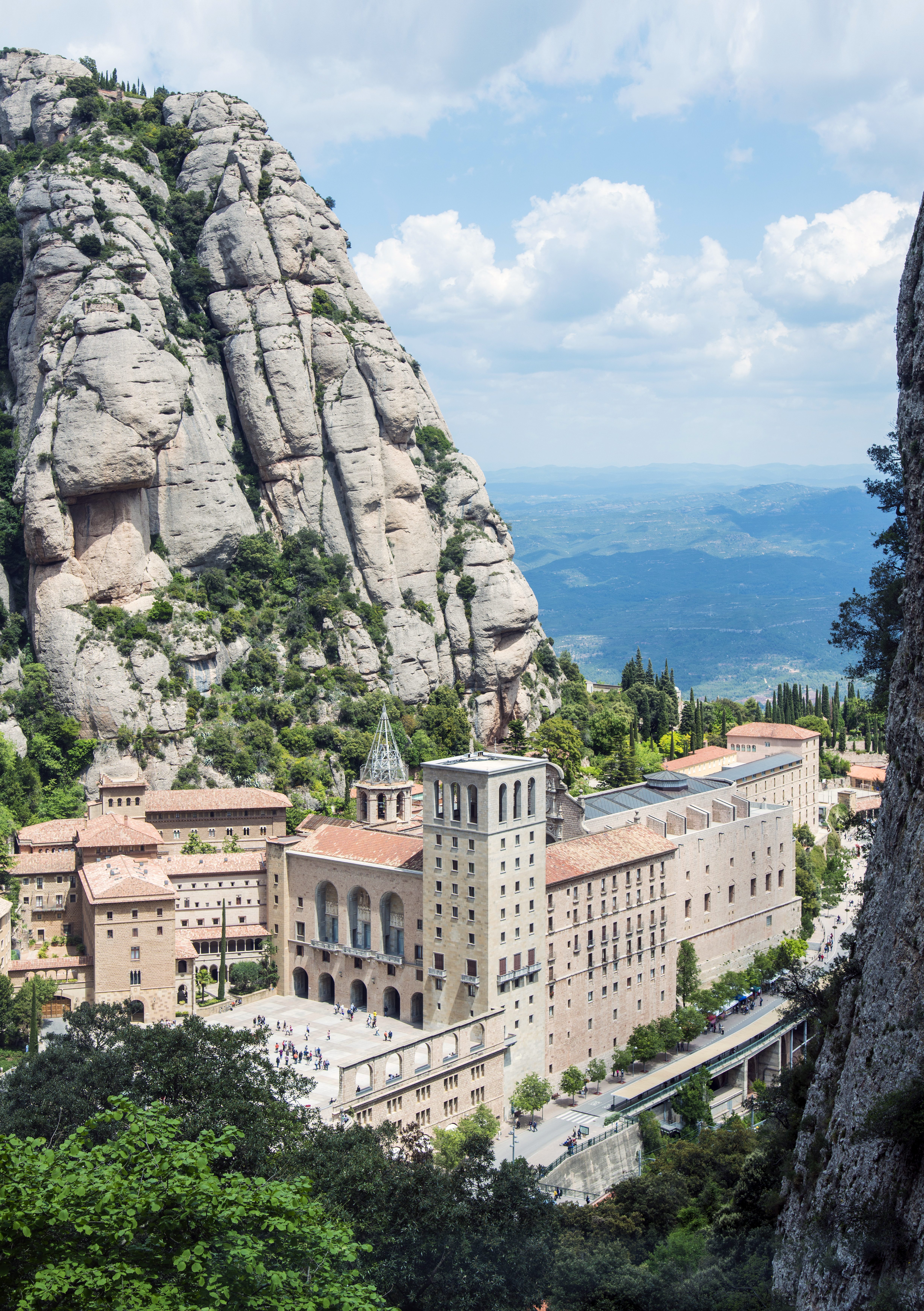
Klosterkomplexet Santa Maria de Montserrat (vy från bergbana).

Santa Maria de Montserrat är ett benediktinkloster på berget Montserrat i Katalonien, Spanien. Det grundades år 888 och utvecklades så småningom till en vallfartsort kring Jungfru Maria. I klosterkyrkan finns en medeltida träskulptur av Jungfru Maria; legenden säger dock att den är ett verk av en av evangelisterna.

## Historik

### Bakgrund, fram till 1800-talet
Redan år 888 grundades ett kloster på berget av benediktinmunkar. Det bildades kring den lokala bosättningen av eremiter som ägnade sig åt Jungfru Maria-dyrkan. År 1025 grundades på platsen ett nytt kloster av Oliba, abbot av Ripoll och biskop av Vic. Klostret växte fram, allteftersom platsen blev mer känd som vallfartsort för pilgrimer.
1409 fick Santa Maria de Montserrat status som självständigt kloster med egen abbot. Under 1600- och 1700-talen växte också klostrets ställning som kulturellt centrum, och ur klostrets musikskola framträdde flera betydelsefulla kompositörer.
År 1811 raserades klostrets då senmedeltida byggnader av Napoleon Bonapartes trupper.

### Restaurering, krig och katalansk symbolik
1844 började klostret dock byggas upp på nytt, och det nutida klostrets byggnader uppfördes huvudsakligen under denna tid. Klosterkyrkan återuppbyggdes mot slutet av 1800-talet. 1881 besökte påven Leo XIII klostret och utnämnde då Jungfru Maria till Kataloniens skyddshelgon.

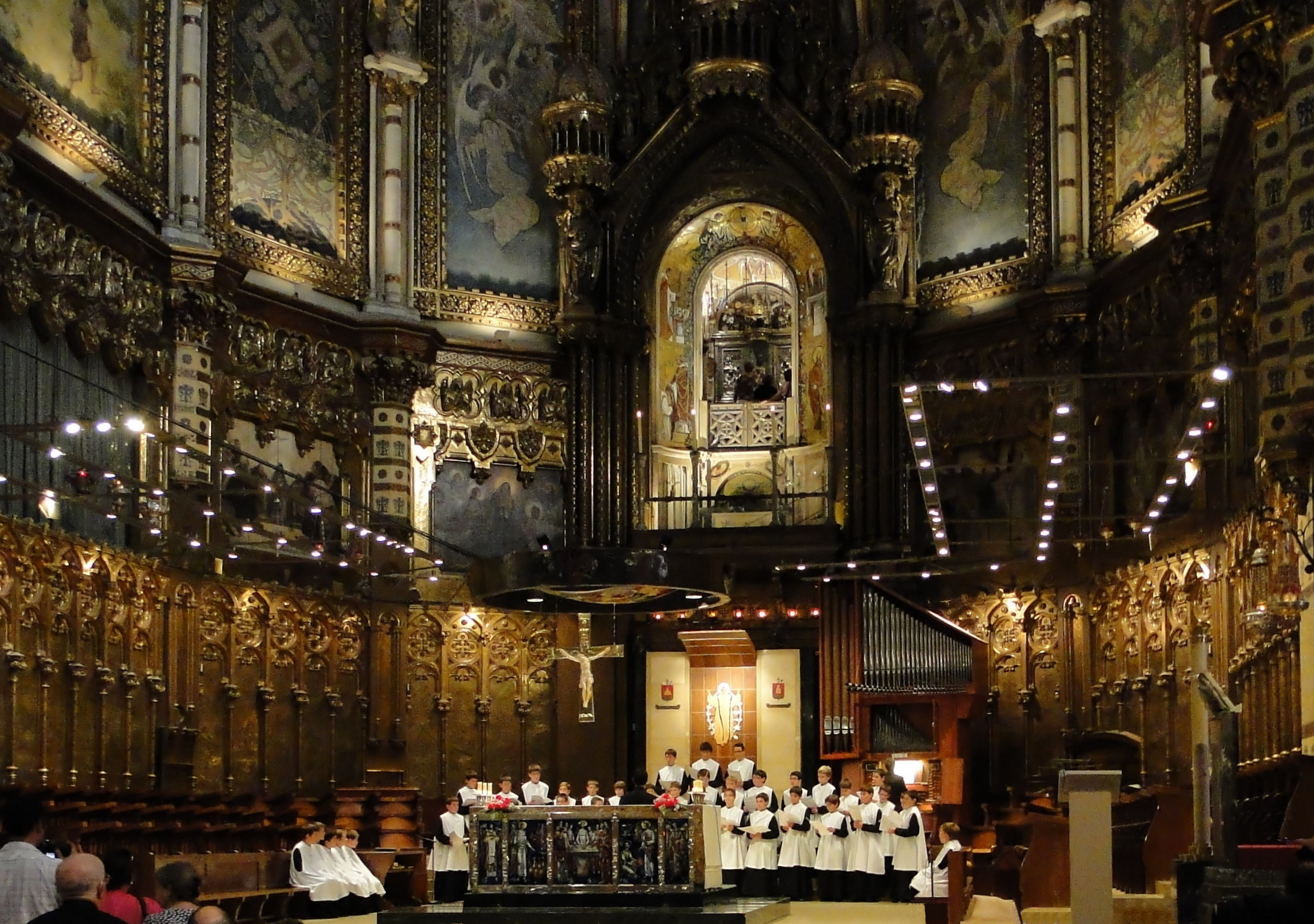
Gosskören sjunger dagligen inuti klosterkyrkan.

Santa Maria de Montserrat övergavs under spanska inbördeskriget, då republikanska trupper dödade drygt 20 av klostrets munkar som del av sin antikyrkliga kamp. Detta till trots den lokala katalanska regeringen undvika att själva klosterområdet förstördes.
Under Francos styre sågs klostret som en fristad för intellektuella, konstnärer, politiker och studenter. Francos män stod dock redo för att kunna arrestera folk några kilometer längre ner utefter bergsvägen. Från 1940-talet betraktades klostret ofta som en symbol för katalansk nationalism. 27 april 1947 hölls en hyllningsmässa för Jungfru Maria-skulpturens (se nedan) tronbestigning, där över 100 000 personer närvarade. Vid mässan hölls allmänna böner på katalanska, trots det då rådande förbundet mot det katalanska språket.

### Senare tid
I dag lever här ungefär 80 benediktinermunkar. Här finns också en musikskola med en mycket berömd gosskör som grundades redan på 1300-talet. Den 50-hövdade gosskören sjunger i klostrets kyrka Mariahymnen "Virolai" varje dag utom på lördagar, då hymnen sjungs av munkarna.
Till klosterkomplexet kan man idag ta sig med bil utefter en slingrande bergsväg. Upp till bergsmassivet löper också en smalspårig kuggspårsjärnväg. Vid klostret finns också två separata bergbanor som leder upp till bergets topp.

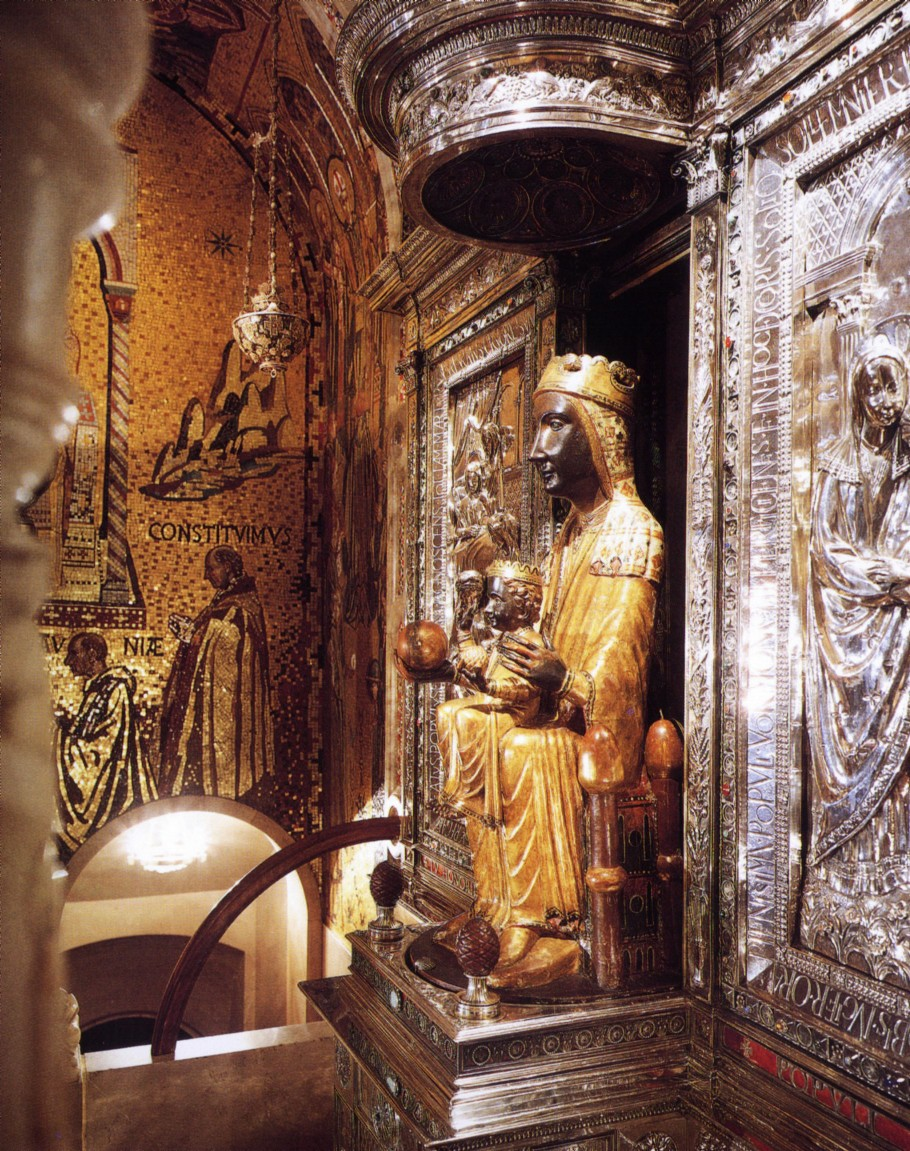
Jungfru Maria-skulpturen i klosterkyrkan.

## Klosterkyrkan
Montserrats klosterkyrka är byggd i en kombination av sengotik och renässansstil, vilken spreds i Katalonien under 1500-talet. Efter förstörelsen under Napoleontiden byggdes den upp i samma stil i slutet av 1800-talet. Kyrkans skepp är 68 meter långt, 21 meter brett och 33 meter högt.

### Jungfru Maria-skulpturen
I kyrkan finns en mycket berömd skulptur av Jungfru Maria, Jungfrun av Montserrat eller "La Moreneta". Det sistnämnda namnet (som betyder ungefär "den lilla mörka") syftar på skulpturens mörka, nästan svarta hudfärg. Enligt en legend ska jungfrun ha tillverkats redan under första århundradet av evangelisten Lukas, förts till Spanien av aposteln Petrus och gömts i en grotta under den moriska ockupationen av halvön.
Vetenskapliga undersökningar visar dock att skulpturen är tillverkad under 1200- eller 1300-talen. Både kyrkan med "La Moreneta" och grottan där hon påstås ha hittats är idag stora vallfartsmål.

## Källhänvisningar
1. 1 2  "Montserrat". Britannica.com. Läst 21 september 2014. (engelska)
2. 1 2 3 4  "History". Arkiverad 18 november 2014 hämtat från the Wayback Machine. Montserratvisita.com. Läst 21 september 2014. (engelska)
3. ↑  "Basilica and Architecture". Arkiverad 1 november 2014 hämtat från the Wayback Machine. Abadiamontserrat.cat. Läst 21 september 2014. (engelska)
4. ↑  "The monastery of Montserrat". Arkiverad 6 oktober 2014 hämtat från the Wayback Machine. Donquijote.org. 'Läst 21 september 2014. (engelska)
5. ↑  MacNeil, Karen. The Wine Bible, p. 466.
6. 1 2  Conversi, Daniele. The Basques, the Catalans, and Spain: Alternative Routes to Nationalist Mobilisation University of Nevada Press, 2000. ISBN 0874173620, (p 126-127).
7. ↑  "Montserrat monastery". Barcelona.de. Läst 21 september 2014. (engelska)
8. ↑  "TRAIN+RACK RAILWAY". Cremallerademontserrat.com. Läst 21 september 2014. (engelska)